# Hanna Mikuć
 (juin 2024).
Si vous disposez d'ouvrages ou d'articles de référence ou si vous connaissez des sites web de qualité traitant du thème abordé ici, merci de compléter l'article en donnant les références utiles à sa vérifiabilité et en les liant à la section « Notes et références ».
Hanna Mikuć, née le 8 août 1955 à Łódź (République populaire de Pologne), est une actrice polonaise.

## Biographie
Hanna Mikuć est née et a grandi à Łódź. Elle est la fille des acteurs Wanda Chwiałkowska (pl) (1934-) et Bohdan Mikuć (pl) (1930-2015). Bien qu'enfant, elle passe beaucoup de temps au théâtre, elle ne montre aucun intérêt pour la comédie — ce n'est que lorsqu'elle est lycéenne qu'elle décide de devenir actrice. Elle est diplômée de l'École secondaire générale XXI Bolesław Prus à Łódź en 1974 et poursuit ses études au département d'interprétation de l'École nationale de cinéma de Łódź en 1978.
Après ses études, elle se produit dans les théâtres de Varsovie : Ateneum (1978-1982), Rozmaitości (1982-1991) et Dramatyczny (1991-1994). Elle apparaît pour la première fois au cinéma — encore étudiante — dans un rôle épisodique d'agent de liaison dans Hubal (pl) (1973). Elle joue les rôles principaux dans des films réalisés par Stanisław Różewicz : dans Pensja pani Latter (pl) (1982), une adaptation cinématographique du roman Les Émancipées (Emancypantki) de Bolesław Prus, elle joue le rôle de Madzia Brzeska, et l'un de ses rôles les plus importants est celui de Kobieta w kapeluszu (pl) (1984), dans lequel elle interprète Ewa, une jeune actrice dont la vie ne va pas bien, tant sur le plan professionnel que personnel. Ce rôle lui a valu le prix Zbigniew Cybulski.
Elle a également joué des rôles significatifs dans des films de Wojciech Jerzy Has — dans Une histoire sans intérêt (1982), elle a joué un ancien élève d'un professeur de médecine, et dans L'Écrivain (1984), elle a joué la maîtresse d'un ancien moine impliqué dans une histoire d'amour sanglante. Elle interprète des rôles clefs dans les films de Marek Nowicki (pl) : dans Widziadło (pl) (1983), un film d'horreur érotique, et Spowiedź dziecięcia wieku (pl) (1985). L'un de ses rôles les plus connus est celui de Linda, agent de sécurité, dans Sexmission (1983).
Dans les années 1990, elle se concentre sur sa vie de famille, abandonne sa carrière théâtrale et apparaît sporadiquement au cinéma. En 2001, le film Pieniądze to nie wszystko (pl) (L'argent n'est pas tout), dans lequel elle joue un rôle secondaire, est présenté en avant-première ; la même année, elle rejoint la distribution régulière de la série M jak miłość, dans laquelle elle joue le rôle de Krystyna Filarska-Marszałek. Dans les années qui suivent, elle apparaît sporadiquement dans un épisode de trois séries télévisées.

## Vie privée
Elle est la veuve du directeur de la photographie Piotr Sobociński, avec lequel elle a eu deux fils, Piotr et Michał, également directeurs de la photographie, et une fille, Maria, actrice.

## Filmographie
- 1973 : Hubal (pl)
- 1976 : Zagrożenie (pl)
- 1976 : Honor dziecka (pl)
- 1976 : Daleko od szosy (pl)
- 1977 : Wszyscy i nikt (pl)
- 1978 : Zmory (pl)
- 1978 : Sowizdrzał świętokrzyski (pl)
- 1978 : Do krwi ostatniej... (pl)
- 1979 : Do krwi ostatniej (pl)
- 1979 : Yaroslavna, Reine de France (Ярославна, королева Франции) d'Igor Maslennikov
- 1981 : Ryś (pl)
- 1981 : Przypadki Piotra S. (pl)
- 1981 : Najdłuższa wojna nowoczesnej Europy (pl)
- 1982 : Smak czekolady (pl)
- 1982 : L'Interrogatoire (Przesłuchanie) de Ryszard Bugajski
- 1982 : Pensja pani Latter (pl)
- 1982 : Une histoire sans intérêt (Nieciekawa historia) de Wojciech Has
- 1983 : Widziadło (pl)
- 1983 : Sexmission (Seksmisja) de Juliusz Machulski
- 1984 : L'Écrivain (Pismak) de Wojciech Has
- 1984 : Kobieta w kapeluszu (pl)
- 1985 : Spowiedź dziecięcia wieku (pl)
- 1989 : Głuchy telefon (pl)
- 1990 : Prominent (pl)
- 1993 : Taranthriller (pl)
- 1997 : Łóżko Wierszynina (pl)
- 2001 : Pieniądze to nie wszystko (pl)
- 2001 : M jak miłość (série télévisée)
- 2004 : Pensjonat pod Różą (pl)
- 2009 : Na dobre i na złe (pl)
- 2017 : Ojciec Mateusz (série télévisée)